# Phuthaditjhaba
Phuthaditjhaba (dawniej Witsieshoek) – miasto zamieszkane przez 54 661 ludzi (2011), w Republice Południowej Afryki, w prowincji Wolne Państwo.
W czasach apartheidu miasto było stolicą bantustanu QwaQwa, w 1994 r. bantustan został włączony do Wolnego Państwa.